# Werner Dietz (Badminton)
Werner Dietz (* 30. Oktober 1949) ist ein deutscher Badmintonspieler. 

## Karriere
Werner Dietz gewann 1969 und 1973 bei den deutschen Einzelmeisterschaften jeweils Bronze. 1967, 1971 und 1972 wurde er deutscher Juniorenmeister.

## Sportliche Erfolge
| Saison    | Veranstaltung                    | Disziplin    | Platz | Name                                                                    |
| --------- | -------------------------------- | ------------ | ----- | ----------------------------------------------------------------------- |
| 1966/1967 | Deutsche Einzelmeisterschaft U18 | Herrendoppel | 1     | Hugo Wilmes / Werner Dietz (TV 1890 Volkmarsen / SKV Büdesheim)         |
| 1968/1969 | Deutsche Einzelmeisterschaft     | Herrendoppel | 3     | Werner Dietz / Horst Kröll (SKV Büdesheim / TG Langendiebach)           |
| 1970/1971 | Deutsche Einzelmeisterschaft U22 | Herrendoppel | 1     | Hugo Wilmes / Werner Dietz (PSV Grün Weiß Wiesbaden / TG Langendiebach) |
| 1971/1972 | Deutsche Einzelmeisterschaft U22 | Mixed        | 1     | Werner Dietz / Dagmar Wagner (TG Langendiebach / 1. Wiesbadener BC)     |
| 1972/1973 | Deutsche Einzelmeisterschaft     | Herreneinzel | 3     | Werner Dietz (TG Langendiebach)                                         |
| 1975/1976 | Deutsche Hochschulmeisterschaft  | Herreneinzel | 3     | Werner Dietz (FH Gießen)                                                |
| 1975/1976 | Deutsche Hochschulmeisterschaft  | Herrendoppel | 2     | Helmut Streit / Werner Dietz (Uni BW München / FH Gießen)               |